# كأس فرنسا 2022–23
كأس فرنسا 2022–23 (بالفرنسية: Coupe de France de football 2022–23) هي الموسم 106 من مسابقة الكأس الرئيسية لكرة القدم في فرنسا. تم تنظيم المسابقة من قبل الاتحاد الفرنسي لكرة القدم (FFF) وكانت مفتوحة لجميع الأندية في كرة القدم الفرنسية ، وكذلك الأندية من المقاطعات والأقاليم الخارجية (غوادلوب ، غيانا الفرنسية ، مارتينيك ، مايوت ، كاليدونيا الجديدة ، تاهيتي ، ريونيون ، سان مارتن ، وسان بيير وميكلون).
كان فريق نانت هو حامل اللقب، بعد أن تغلب على فريق نيس بنتيجة 1-0 في نهائي العام السابق ليحصد لقبه الرابع في كأس فرنسا.   تغلب تولوز على نانت بنتيجة 5-1 في نهائي 2023 ليحصد لقبه الأول في كأس فرنسا.